# Mandaryna
Марта Катажина Вікторія Мандрикевич, у шлюбі Вишневська, відома як Мандарина (12 березня 1978 , Лодзь ) — польська співачка, танцюристка та акторка, танцюристка та хореографка польського поп-гурту «Ich Troje».

## Кар'єра
Перші сценічні кроки почала робити в дитинстві. У третьому класі початкової школи почала виступати у дитячому гурті «Krajki». Паралельно займалася спортивними танцями.
Підліткою Марта Мандрикевич брала багато уроків танцю і виступала у складі кількох танцювальних груп. 2000 року вона стала танцюристкою та хореографкою Ich Troje, дуже популярної польської поп-групи. Її партнером був Міхал Вишневський, а пара взяла участь у суперечливому реаліті-шоу Jestem, jaki jestem, яке стало телехітом. Під час цього шоу в 2003 році вона записала дві пісні для Міхала і почала готувати свою професійну музичну кар'єру. Обрала художнє прізвисько «Мандарина».
У 2004 році дебютувала на сцені, заспівавши пісню «Here I Go Again», кавер-версію пісні Whitesnake, спродюсовану Groove Coverage. Пізніше влітку вийшов її дебютний альбом Mandaryna.com, який добре продавався і отримав золотий сертифікат у Польщі. Потім його випустили в Німеччині та Австрії. 2005 року Мандарина взяла участь у Сопотському фестивалі, виконавши наживо свою нову пісню «Ev'ry Night». Виступ, який довів відсутність у неї брак вокальних здібностей, викликав загальнонаціональні суперечки, і Мандарину почали гостро критикувати. Однак «Ev'ry Night» став масовим хітом у Польщі, а наступний другий альбом, Mandarynkowy sen, досяг 1-го місця в чарті альбомів у Польщі. Альбом також містив кавер на пісню Bon Jovi «You Give Love a Bad Name», яка вийшла як наступний сингл, що досяг значного успіху.
У 2006 році Мандарина випустила сингл «Stay Together» і почала записувати свій третій студійний альбом. Вона також зняла власне короткочасне, але успішне телешоу Let's Dance, czyli zrobię dla was wszystko. 2007 року записала нову пісню «Heaven», яка знову викликала ажіотаж, після того, як була оголошена частиною пісні Мадонни «Jump». У тому ж році вона відкрила свою першу танцювальну студію Mandaryna, яка відтоді перетворилася на мережу успішних танцювальних шкіл. Також Mandaryna регулярно з'являлася в популярному ток-шоу Rozmowy w toku. Випуск її третього студійного альбому Third Time: Mandaryna4You був запланований на січень 2008 року, але через серйозний конфлікт між Мандариною, її менеджеркою Катажиною Канцлер і музичним продюсером Мареком Сосніцьким його реліз було припинено і він досі не виданий. Вона заснувала гурт 2be3, що існував недовго, та записала з ними кавер на пісню New Kids on the Block «Step by Step». 2009 року повернулася з альбомом AOK. Хоча альбом не потрапив у чарти, його єдиний сингл «Good Dog Bad Dog», електропоп-пісня з елементами репу, здобула значну популярність.
«Good Dog Bad Dog» був написаний та спродюсований Алі Аліеном та Мареком Следзевським, а потім її реміксував Джош Гарріс, американський продюсер. Відеокліп на пісню був знятий протягом 6 днів у Польщі. Прем'єра відбулася 12 жовтня 2009 року на польському відділенні VIVA. Пісня була виконана на польському ранковому телешоу Dzień Dobry TVN. Пісня та відео отримали позитивну реакцію, але мало транслювалися на основних польських радіостанціях і телебаченні, окрім VIVA.
У 2010 році Mandaryna була в журі популярного телешоу Hot or Not на VIVA Poland. Вона також оголосила про роботу над своїм наступним студійним альбомом, який мав вийти на початку 2011 року і спочатку називався Sugar Sugar. Альбом так і не вийшов, але в 2012 році Мандарина повернулася з новим синглом «Bring the Beat». 2013 року Марта Вишневська оголосила, що завершила музичну кар'єру і натомість збирається зосередитися на розвитку школи танців.
У 2018 році Mandaryna оголосила про своє музичне повернення з виступами в деяких клубах Польщі.

## Особисте життя
Була одружена з Міхалом Вишневським, солістом Ich Troje. Від нього народила у Варшаві двох дітей: Ксав'єра Міхала (24 червня 2002) та Фаб'єн Марту ( 21 серпня 2003). Була в тривалих стосунках з Войтеком Бонкевичем, польським фотографом для журналів Playboy та CKM. Має діабет.

## Дискографія

### Альбоми
| Назва            | Деталі альбому                                                                           | Пікові позиції на діаграмі | Сертифікати  |
| Назва            | Деталі альбому                                                                           | PL                         | Сертифікати  |
| ---------------- | ---------------------------------------------------------------------------------------- | -------------------------- | ------------ |
| Mandaryna.com    | - Вихід: серпень 2004 року - Позначка: магія - Формати: CD, цифрове завантаження         | 8                          | - PL: золото |
| Mandarynkowy sen | - Вихід: серпень 2005 року - Етикетка: Універсальний - Формати: CD, цифрове завантаження | 1                          |              |
| ОК               | - Вийшов: 8 серпня 2009 року - Лейбл: Фонографіка - Формати: CD                          | —                          |              |

### Сингли
| Назва                            | Рік  | Альбом            |
| -------------------------------- | ---- | ----------------- |
| «Here I Go Again#Cover versions» | 2004 | Mandaryna.com     |
| «L'Été indien#Cover versions»    | 2004 | Mandaryna.com     |
| «Ev'ry Night»                    | 2005 | Mandarynkowy sen  |
| «You Give Love a Bad Name»       | 2005 | Mandarynkowy sen  |
| «A Spaceman Came Travelling»     | 2005 | Mandarynkowy sen  |
| «Stay Together»                  | 2006 | Неальбомні сингли |
| «Heaven»                         | 2007 | Неальбомні сингли |
| «Good Dog Bad Dog»               | 2009 | AOK               |
| «Bring the Beat»                 | 2012 | Неальбомні сингли |
| «Not Perfect»                    | 2018 | Неальбомні сингли |

## Фільмографія
- 1999: Cisza — фільм
- 2002: Гвяздор — фільм
- 2003—2004: Na Wspólnej — мильна опера
- 2006—2007: Pierwsza miłość — мильна опера
- 2007: Кримінальний — кримінальна драма